# José Enrique Gadano
José Enrique Gadano (Darwin, 5 de julio de 1913-General Roca, 7 de diciembre de 1974) fue un abogado, jurista y político argentino, perteneciente a la Unión Cívica Radical, que tuvo una trayectoria destacada en la provincia de Río Negro. En la década de 1940 fue un promotor destacado de la provincialización de su región, entonces un Territorio Nacional. Radicado en el Alto Valle del río Negro, se manifestó en numerosas ocasiones a favor de la capitalidad de General Roca (donde ejerció gran parte de su carrera política inicial) en detrimento de la ciudad de Viedma, en el este de la provincia. Fue elegido concejal por la minoría de General Roca en 1951, durante el gobierno de Juan Domingo Perón, siendo expulsado del cuerpo en diciembre de 1954, en general por «no respetar la doctrina peronista».
Tras el derrocamiento de Perón y la proscripción del peronismo de la vida política argentina, Gadano adhirió a la Unión Cívica Radical del Pueblo, división del radicalismo más antiperonista, siendo convencional constituyente provincial por el partido en 1957. Se postuló como candidato a gobernador por el radicalismo del pueblo en las elecciones de 1958 y 1962, en ambas resultando derrotado. Entre 1960 y 1962 fue intendente (bajo el título de presidente del Concejo) de General Roca. En 1963, luego de la elección de Carlos Christian Nielsen como gobernador, Gadano fue elegido Senador Nacional tras un acuerdo de la UCRP con el Partido Demócrata Cristiano (PDC), que logró llevar también a su dirigente Roberto de Rege a la cámara alta. De su gestión legislativa destacó su papel decisivo en la sanción de la Ley 16.882, conocida también como «Ley Gadano», que garantizó la construcción de la represa El Chocón, entre las provincias de Río Negro y Neuquén. Su mandato se vio interrumpido por el golpe de Estado del 28 de junio de 1966, que disolvió el Congreso de la Nación y prohibió la actividad política por casi siete años.
En sus últimos años estuvo enfrentado con gran parte de la dirigencia radical provincial, en particular con Osvaldo Álvarez Guerrero, Julio Dehais y otras figuras del naciente alfonsinismo, a quienes acusó de cometer fraude electoral en las elecciones internas de 1974, en las cuales compitió por última vez. Afectado por una cáncer de colon desde finales de 1973, falleció en diciembre de 1974, a la edad de sesenta y un años. Desde 1992 el puente de la Ruta Nacional 251 que cruza el río Negro, al norte de General Conesa, lleva su nombre por las gestiones realizadas para su construcción.

## Primeros años
Gadano nació el 5 de julio de 1913, en la pequeña localidad de Darwin, a escasos kilómetros de la ciudad de Choele Choel, en el entonces Territorio Nacional del Río Negro, hijo de inmigrantes italianos y penúltimo de siete hermanos. En su juventud él y parte de su familia se trasladaron a la Capital Federal, donde cursó sus estudios secundarios en el instituto de los Hermanos Maristas. Posteriormente, trabajó en una fábrica de mosaicos para costear sus estudios y, rindiendo todas sus materias como alumno libre, se recibió de abogado el 28 de abril de 1937, a la edad de veintitrés años.
Inició su carrera política como asesor legal del Banco de la Nación Argentina en la ciudad de General Roca, un año después de haberse recibido. El 6 de diciembre de 1941 fue designado presidente de la comisión organizadora del instituto de enseñanza secundaria, en la actualidad el Colegio Nacional de la localidad. En 1943 fue ascendido a fiscal general y trasladado a Resistencia, capital del Territorio Nacional del Chaco. En 1945 publicó varios estudios sobre los Territorios Nacionales argentinos, la mayoría de los cuales ya superaban holgadamente la cantidad de habitantes requerida para acceder a la provincialización. En 1947 conoció a Elsa Beatriz Govi, con quien contrajo matrimonio, y ambos se trasladaron nuevamente a Río Negro meses más tarde. En agosto de 1948 renunció a la carrera jurídica, ante la imposibilidad de progresar en dicho medio debido a su rechazo a afiliarse al oficialista Partido Peronista (PP), del presidente Juan Domingo Perón, afiliación que por entonces constituía un requisito de facto necesario para ascender en la función pública. Sería desde entonces un marcado opositor al gobierno peronista.

## Carrera política temprana
En 1949 comenzó su militancia política en las filas de la Unión Cívica Radical (UCR), principal partido de oposición al gobierno, y ascendió rápidamente en sus filas, llegando a integrar el Comité Radical de la localidad de General Roca. En 1951, de cara a las elecciones presidenciales de 1951, se habían concedido numerosos derechos políticos a los habitantes de los territorios nacionales, y más tarde en la misma década se procedería a la provincialización. Entre los primeros derechos concedidos estaba la posibilidad de que las localidades en los territorios eligieran a sus autoridades municipales autónomas (intendencias y concejos deliberantes). En septiembre de 1951, Gadano fue anunciado por la UCR de General Roca como candidato radical a intendente municipal, además de primer candidato a concejal del partido. El radicalismo roquense que encabezaba Gadano realizó una vigorosa campaña, que tenía pensado contar con la presencia de Arturo Frondizi, candidato a vicepresidente del partido en dichas elecciones, si bien por decisión del gobierno peronista no pudo ingresar al territorio a participar en un acto. Las elecciones tuvieron lugar el domingo 11 de noviembre obteniendo Gadano 2.059 votos (36,02%) contra 3.658 adhesiones (63,98%) obtenidas por el postulante peronista, Alfonso Llados. A pesar de la contundente derrota, Gadano ingresó como concejal por la minoría, el único radical del cuerpo, con otros cuatro concejales peronistas.
Gadano asumió su mandato como concejal el 1 de mayo de 1952. Su situación de inferioridad numérica le impidió en numerosas ocasiones realizar aportes legislativos, y la mayoría de las sesiones en las que presentó proyectos se saldaron con la retirada de la mayoría peronista y el levantamiento de la sesión. Durante su período en el cuerpo mantuvo un planteo fuertemente opositor, afirmando que el nuevo gobierno local vivía «subordinado a la mayoría nacional». Gadano denunció en múltiples ocasiones que el Concejo lo excluía deliberamente de las sesiones, llegando incluso a provocar escándalos cuando se le notificaba de las sesiones cuando estas ya habían tenido lugar, constando entonces en actas su falta «injustificada». En octubre de 1954, Gadano publicó una carta criticando a los concejales por no haberse reunido durante demasiado tiempo y llamándolos a organizar una nueva sesión. En respuesta a esto, se solicitó su expulsión del cuerpo en diciembre del mismo año, bajo el cargo de «no respetar la doctrina nacional justicialista» y «combatirla por los medios más despreciables». El cese en el cargo de Gadano se hizo efectivo a partir del 28 de diciembre, y el Concejo se mantuvo compuesto por cuatro integrantes peronistas hasta su disolución el 1 de mayo de 1955, cuando el hasta entonces Territorio Nacional accedió finalmente a la provincialización bajo el nombre de provincia de Río Negro y fue intervenida por el gobierno.
La expulsión de Gadano del Concejo impulsó su carrera política dentro de la oposición al peronismo en la naciente provincia, recibiendo mensajes de solidaridad de parte de figuras destacadas a nivel nacional y local, como Arturo Frondizi. El radicalismo roquense realizó una amplia publicidad al hecho, criticando lo que denunció como una «actitud autoritaria» de parte del gobierno. Poco después de la provincialización tuvo lugar el golpe de Estado de septiembre de 1955, que derrocó al gobierno de Perón e instauró una dictadura militar autodenominada Revolución Libertadora, la cual proscribiría al peronismo de la vida política argentina. La UCR se dividió en dos partidos ante la proscripción: la Unión Cívica Radical Intransigente (UCRI), favorable a negociar con el peronismo, y la Unión Cívica Radical del Pueblo (UCRP), mayormente favorable a la proscripción. A esta última adhirió Gadano, convirtiéndose en uno de los máximos referentes del radicalismo del pueblo. Con el llamado a elecciones constituyentes en todo el país, tras la derogación de la constitución de 1949, Río Negro celebró comicios similares para redactar una nueva carta magna, en las cuales no se permitió la participación del justicialismo proscripto. Gadano resultó en esas elecciones elegido convencional constituyente provincial. Durante su período en dicho cuerpo, Gadano, oriundo del Alto Valle, defendió enfáticamente el traslado de la capital provincial a General Roca en detrimento de Viedma, como parte del conflicto localista más amplio que sufría el distrito rionegrino, carente de una identidad provincial propia.

## Durante la proscripción al peronismo

### Candidatura a gobernador de 1958

Resultados por departamento de las elecciones provinciales de Río Negro de 1958. En rojo los departamentos en los que se impuso Gadano, y en naranja los departamentos en los que triunfó Edgardo Castello.

Ante la convocatoria a elecciones presidenciales a nivel nacional, se debían realizar también las primeras elecciones provinciales de Río Negro. Estas tendrían lugar con el justicialismo proscripto en todos los aspectos y en el marco provincial del creciente conflicto localista. Gadano fue postulado como candidato del radicalismo del pueblo, siendo una figura destacada en defensa de la causa roquense por la capitalidad, lo que restringió en gran medida los apoyos del partido al Alto Valle y limitó sus posibilidades de éxito en el este provincial. Sin embargo, Gadano se vio beneficiado cuando la UCRI se vio afectada por la división, con una facción disidente conocida como «Lista Verde» postulando al roquense Justo Epifanio, mientras que el sector oficial presentó a Edgardo Castello, dirigente de Viedma. Gadano disfrutó además del apoyo del Diario Río Negro, uno de los principales medios de comunicación de la provincia, que difundió las plataformas del partido ampliamente y dio escasa cobertura al accionar de otros partidos. La campaña de Gadano fue en esencia de enfoque progresista, promoviendo la reforma agraria, el aprovechamiento hidroeléctrico, y la explotación minera de los yacimientos de hierro presentes en Sierra Grande.
Finalmente, el pacto Perón-Frondizi, por el cual Perón desde el exilio llamó a votar por los candidatos de la UCRI, terminó de inclinar la balanza en favor de Castello, que ganó las elecciones por un muy estrecho margen al obtener el 34,85% de los votos contra el 27,45% de Gadano, el cual solo logró imponerse en los departamentos del Alto Valle (Avellaneda, Conesa, General Roca y Pichi Mahuida). A pesar de la victoria de la UCRI, el conflicto localista condujo a un escenario sumamente atomizado. El Partido Demócrata Cristiano, que postulaba a Roberto de Rege como candidato, se ubicó tercero con el 12,84% y la Lista Verde de la UCRI cuarta con el 11,87%. El Partido Socialista (PS) logró el 5,42% de los votos, con Celestino Luchetti como candidato. El Partido Demócrata de Río Negro (PDRN), con el exgobernador territorial Adalberto Pagano como abanderado, obtuvo el 4,44%; y en último lugar se ubicó Osvaldo F. Bessone, del Partido Demócrata Progresista (PDP), con el 3,13%. Debido al sistema de lista incompleta empleado en las elecciones legislativas, la UCRI obtuvo la mayoría en la naciente Legislatura Provincial con 12 escaños y la UCRP obtuvo la segunda minoría con 9, con los dos escaños restantes correspondiendo a la Democracia Cristiana. A pesar del apoyo de Perón a Frondizi, hubo un muy elevado número de votos en blanco, del 23,81% del total emitido, mucho menor al visto a nivel nacional.

### Intendencia de General Roca (1960-1962)
Fracasada su primera carrera gubernativa, Gadano se mantuvo activo dentro de la UCRP. En 1960 se realizaron elecciones municipales para renovar el Concejo Deliberante y, con ello, la intendencia de numerosos municipios, entre ellos General Roca, entonces uno de los principales bastiones de la UCRP con Carlos Christian Nielsen como presidente del Concejo/Intendente. Gadano encabezó en esta ocasión la lista para concejales, la primera vez que lo hacía desde 1951. En el marco de la ruptura del pacto entre Frondizi y Perón, que retiró su apoyo a la UCRI, esta sufrió un desplome masivo en todo el país y la UCRP ganó las elecciones legislativas de 1960, que tuvieron un elevado número de votos en blanco por parte de los peronistas descontentos. En Río Negro se dio el mismo escenario, y la lista encabezada por Gadano obtuvo un triunfo aplastante, recibiendo 3.430 votos (50,76% del total de sufragios positivos) contra 1.196 (17,70%) de la Lista Verde de la UCRI, que se ubicó como el segundo partido más votado (la UCRI oficial no presentó candidatos). El voto en blanco obtuvo el 20,83% de las adhesiones totales y se ubicó segundo detrás de la UCRP. El 1 de mayo de 1960, Gadano sucedió a Nielsen como presidente del Concejo e intendente de General Roca. La intendencia de Gadano duró veintiún meses, hasta su renuncia en enero de 1962 para volver a presentarse como candidato a la gobernación rionegrina. Presentó un informe de gestión en diciembre de 1961 en el que defendió un funcionamiento fluido del Concejo Deliberante, un aumento del sueldo mínimo de $ 3.800 en mayo de 1960 a $ 5.300 a partir de enero de 1962 y obra pública en la forma de un plan regulador urbanista y la ampliación y remodelación de edificios municipales. Si bien su gestión encargó una investigación para resolver la cuestión de los aluviones, muy comunes en la región, no se realizaron obras que dieran una solución definitiva al problema.

### Candidatura a gobernador de 1962
Gadano volvió a postularse como candidato a la gobernación por el radicalismo del pueblo. Para entonces, el gobierno de Frondizi había iniciado una política liberalizadora y permitido que el peronismo se presentara en las elecciones legislativas y provinciales de medio término bajo otras denominaciones políticas. En Río Negro, Arturo Amadeo Llanos fue candidato del Partido Blanco, entidad ligada al Partido Justicialista. La UCRI postuló a Pablo Fermín Oreja. El eslogan electoral de Gadano fue «Póngale motor a la provincia», centrándose en destacar el progreso de las intendencias controladas por la UCRP, cuestionando fuertemente al gobierno radical intransigente y considerándose ganador debido a su victoria en las elecciones legislativas anteriores. Recibió nuevamente el apoyo clave del Diario Río Negro (que llegó a publicar hasta cuatro veces seguidas la plataforma electoral del partido en los primeros días de marzo de ese año), así como del Partido Socialista Democrático (PSD), y sectores disidentes de la mayoría de los partidos concurrentes. Sin embargo, la candidatura de Gadano se vio afectada por su imagen ante el conflicto localista, así como por la presencia del peronismo, que tenía un caudal de votos homogéneo y alejado de dicho enfrentamiento. Finalmente, en los comicios del 18 de marzo resultó nuevamente derrotado por un margen aún mayor, ubicándose en el tercer puesto detrás de la UCRI con el 22,79% de los votos. Oreja recibió el 28,05% y Llanos el 39,28%. El resultado fue muy malo para el radicalismo del pueblo, que no se pudo imponer en ningún distrito de importancia y se vio relegado incluso en General Roca, hasta entonces su principal fortaleza. Gadano no volvería a contender por la gobernación. De todas formas, Llanos no pudo asumir como gobernador debido a la intervención federal de la provincia y, más tarde, al golpe de Estado de 1962.

### Senador Nacional (1963-1966)
En las elecciones de 1963, convocadas por el gobierno de José María Guido y realizadas con el peronismo y el comunismo nuevamente proscriptos, y el expresidente Frondizi detenido, Gadano nuevamente fue candidato a la intendencia de General Roca. Si bien resultó elegido por holgado margen, a la par que el roquense Carlos Christian Nielsen era elegido gobernador de la provincia, Gadano no asumió el cargo, pues fue designado por la Legislatura Provincial como senador Nacional con mandato hasta 1966. La elección de Gadano correspondía a un acuerdo político de las distintas formaciones presentes en la Legislatura (elegida por el sistema proporcional en un escenario atomizado), y que implicó también la elección de Roberto de Rege, del Partido Demócrata Cristiano (PDC). Gadano recibió catorce votos de los veintitrés legisladores presentes, ocho de parte de la UCRP, tres de la Democracia Cristiana, y tres del Partido Demócrata Progresista (PDP). Juró su cargo senatorial el 12 de octubre de 1963. Sería reelegido para un segundo mandato, esta vez de nueve años, en 1966, aunque no llegaría a completarlo debido a una nueva interrupción constitucional ese mismo año.
En el Senado tuvo un papel destacado en la sanción de la Ley N.° 16.882, la cual fue conocida con su nombre, que aseguraba la construcción de la Represa El Chocón en el río Limay y el aprovechamiento hidroeléctrico para el desarrollo del Comahue. La misma contó con el apoyo del presidente Illia. Sin embargo, el proyecto fue luego modificado por la dictadura de Juan Carlos Onganía para proveer energía al Gran Buenos Aires y la región del Litoral. También presentó un proyecto de ley para resolver la controversia limítrofe entre Río Negro y Neuquén, llegando a plantear la situación a la Corte Suprema de Justicia de la Nación; y presentó un proyecto para crear una Junta de Peras y Manzanas.

## Últimos años y fallecimiento
Tras su paso por el Congreso publicó diversas cartas de lectores en el Diario Río Negro opinando sobre cuestiones de actualidad. En 1972 participó del Rocazo siendo brevemente detenido. Ese mismo año fue precandidato a gobernador, perdiendo en la interna radical contra Norberto Blanes por escaso margen y con denuncias de irregularidades. También renunció a postularse como senador. Dos años después se postuló para presidir nuevamente el comité provincial de la UCR, perdiendo ante el candidato alfonsinista por pocos votos y con nuevas denuncias de irregularidades, llegando a solicitar la intervención del Comité Nacional. El 28 de noviembre de 1973 le fue detectado un cáncer de colon, por el que fue operado a fines de diciembre del mismo año, aparentemente con éxito. A pesar de su delicado estado de salud, Gadano continuó dedicándose a la política hasta el final de su vida. El conflicto por los resultados de dicha interna lo llevarían a mantenerse enfrentado con el alfonsinismo hasta su muerte. Gadano falleció el 7 de diciembre de 1974. Su mujer, Elsa Beatriz Govi de Gadano, recibió mensajes de condolencias de numerosas figuras de la política provincial, incluyendo el gobernador peronista Mario Franco. Sin embargo, rechazó los mensajes enviados por la dirigencia alfonsinista, a quienes acusó de haber agraviado a su marido. Gran parte de los legisladores y funcionarios radicales importantes del país asistieron a su funeral.

### Libros citados
- Cardone, Edgardo (2015). José Enrique Gadano, un político de raza (1.ª edición). Editorial Eder. ISBN 9789873673238.

- Datos: Q18810437